# Басов, Василий Петрович
Василий Петрович Басов (1842—1887) — русский педагог, директор 5-й московской гимназии.

## Биография
Происходил из обер-офицерских детей. Родился в 1842 году («Русский биографический словарь А. А. Половцова» даёт 1841 год).
В 1859 году окончил 2-ю московскую гимназию, в 1863 году со степенью кандидата — историко-филологический факультет Императорского Московского университета. После окончания университета Басов поступил учителем древних языков в 1-ю московскую гимназию и вскоре занял в ней должность инспектора. Кроме того, он в 1868—1870 годах преподавал латинский язык в московском университете.
С 1 июля 1871 года В. П. Басов был назначен исправляющим должность директора Смоленской гимназии; был утверждён в должности 6 мая 1872 года. С 1873 года — коллежский советник.
С 1 августа 1876 года до своей смерти Басов был директором 5-й московской гимназии. С 3 января 1877 года — статский советник, с 1883 года — действительный статский советник.
Умер 3 (15) сентября 1887 года. Был похоронен в Москве, на кладбище Донского монастыря.
Был награждён орденами:
- орден Св. Владимира 4-й степени (1880)
- орден Св. Анны 2-й ст.
- орден Св. Станислава 2-й ст. с императорской короной (28.12.1873)

Басовым были составлены: 
- Начальные основания греческой этимологии. — М.: тип. В. Готье, 1866. — 62 с.
- Таблицы правильных греческих спряжений. — М., 1867.

Кроме этого, он перевёл с немецкого «Латинскую грамматику» Мадвига (Темы : [Вып. 1-2] / [Соч.] Dr. Тишера. — М.: Пер. с нем. В. Басов, 1866—1873. — (Латинская грамматика доктора Мадвига, сокращенное для гимназий Dr. Г. Тишером: Практ. курс); 4-е изд. — М.: издание Бр. Савельевых, 1876.) и «Латинскую хрестоматию» Якобса (издания 1868 и 1870 годов).

## Семья
Был женат на Антонине Фёдоровне Шеффер (13.12.1841—14.03.1895). Их дети:
- Василий (22.02.1869—?) — был женат на дочери действительного статского советника Ивана Дмитриевича Лебедева Ольге (1872—1898)
- Зинаида (18.03.1871—?), вышедшая замуж за сына И. Д. Лебедева — статского советника, врача Дмитрия Ивановича Лебедева (1865—1926).

В 1884 году внесены в 3-ю часть родословной книги дворянства Московской губернии.